# Tu Wen-Hui
Tu Wen-Hui (* 10. Juli 1964 in Taipei, Republik China (Taiwan)) ist eine taiwanische Komponistin chinesischer Musik.

## Werdegang
Tu Wen-Hui bekam mit sechs Jahren ersten Musikunterricht. Nach ihrer Aussage wuchs sie als Kind hauptsächlich mit europäischer Musik auf. „Während dieser Zeit war nur die Musik aus Europa in meinen Gedanken“, sagt sie. Sie besuchte von 1971 bis 1979 die Grund- und Hauptschule in Taipei, der Hauptstadt Taiwans, und gleichzeitig die Yamaha-Kindermusikschule. Mit vierzehn Jahren begann sie (1978) ein Kompositionsstudium bei Yin Chan-Fa und Lu Yin an der Nationalakademie der Künste in Taiwan, wo ebenfalls westlich orientierte, europäische Musik gelehrt wurde. Ab 1980 erhielt sie bei Shen Ching-Tan privaten Unterricht in Harmonielehre und Kontrapunkt. Sie vertiefte ihr Interesse an der chinesischen Musik ihres Heimatlandes mit dem Studium der Peking-Oper und erlernte die chinesische Geige Hu Qing (oder Guqin). Nach Gewinn eines staatlichen Kompositionswettbewerbs in Taiwan 1984 wechselte die 20-jährige Komponistin nach Europa an die Wiener Musikhochschule, wo sie bei Francis Burt Komposition studierte. Die deutsche Komponistin Brunhilde Sonntag gibt wieder, wie Tu Wen-Hui die chinesische Musik beschreibt:

„Unsere Musik ist eng verbunden mit der Philosophie und Ästhetik. Es gibt viele kleine Noten, um eine Melodie zu verzieren. Wir haben eine reiche Kontrapunktik, aber nicht die gleiche Art und Weise von Harmonie wie die Europäer. Auch das Gefühl für Tempoentwicklung ist ganz verschieden von dem im Europa der letzten Jahrhunderte. Chinesen denken anders über und in Musik als Europäer, und wir komponieren auch völlig anders.“

Tu Wen-Huis großes Vorbild ist der chinesische Komponist Chou Wen-chung, der Kenntnisse in alter chinesischer Musik hat.

### Zur chinesischen Musikästhetik
Über diese schrieb Bong Rai Liu, das erste Prinzip sei die Intensität. Eine große Rolle spielt ebenso das dualistische Prinzip, das in Europa als Yin-Yang bekannt ist. Es bedeutet Spannung-Entspannung, Dunkel-Licht, das Schöpferische-das Empfangende. Indem die Menschen in der Musik diese Qualitäten wahrnehmen, entsteht in ihnen ein Gefühl von Freude und Harmonie. Harmonie gilt als das Zentrum der Musik und der Philosophie in China.

## Preise und Förderungen
- 1984 Staatlicher Förderpreis Taiwan
- 1986 Stipendium der Alban Berg Stiftung
- 1987 Theodor-Körner-Preis
- 1987 Staatlicher Förderpreis Taiwan

## Werke (Stand 1987)
- Violinkonzert (1982), 1984 staatlicher Förderpreis Taiwan
- Streichquartett Tyan-Sian-Dzz (1985), 1987 Staatlicher Förderpreis Taiwan,

Druck: Partitur und Einzelstimmen, Furore Verlag Kassel c. 1995
- Bläser Trio
- Lieder
- Kompositionen für Klarinette
- Kompositionen Für Violoncello
- Kompositionen für Orchester